# بگارا

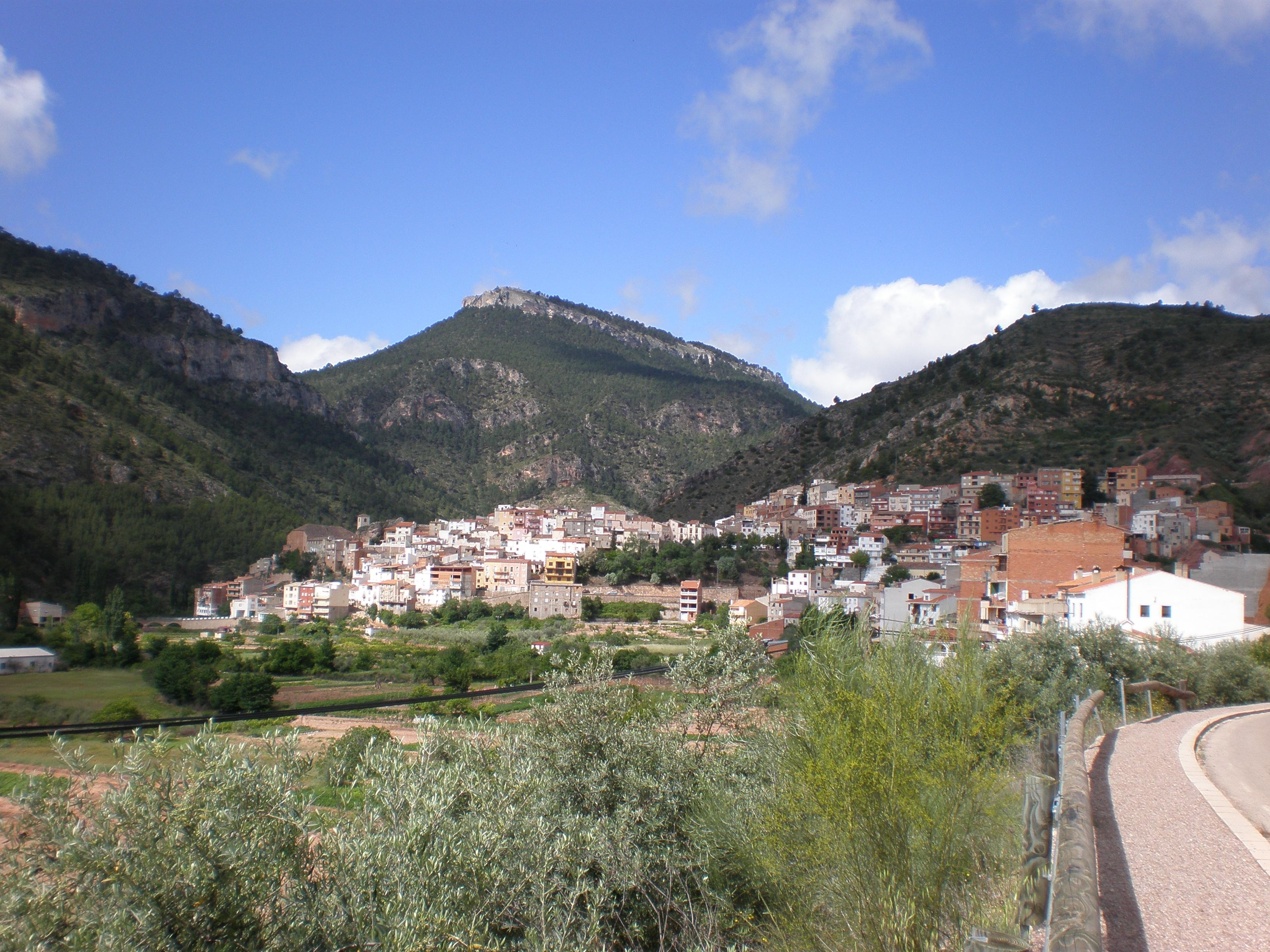
نمایی از بگارا، دهستانی در استان آلباستهٔ اسپانیا - ۲۰۰۸

بگارا دهستانی در استان آلباستهٔ اسپانیا است.
در این دهستان ۱۱۲۱ نفر زندگی می‌کنند. مساحت این دهستان ۱۶۵٫۸۸ کیلومتر مربع است.